# 帕波茨
帕波茨，是匈牙利沃什州所辖的一个村，总面积31.32平方公里，总人口330，人口密度10.5人/平方公里（2010年1月1日）。